# Capanna del Forno

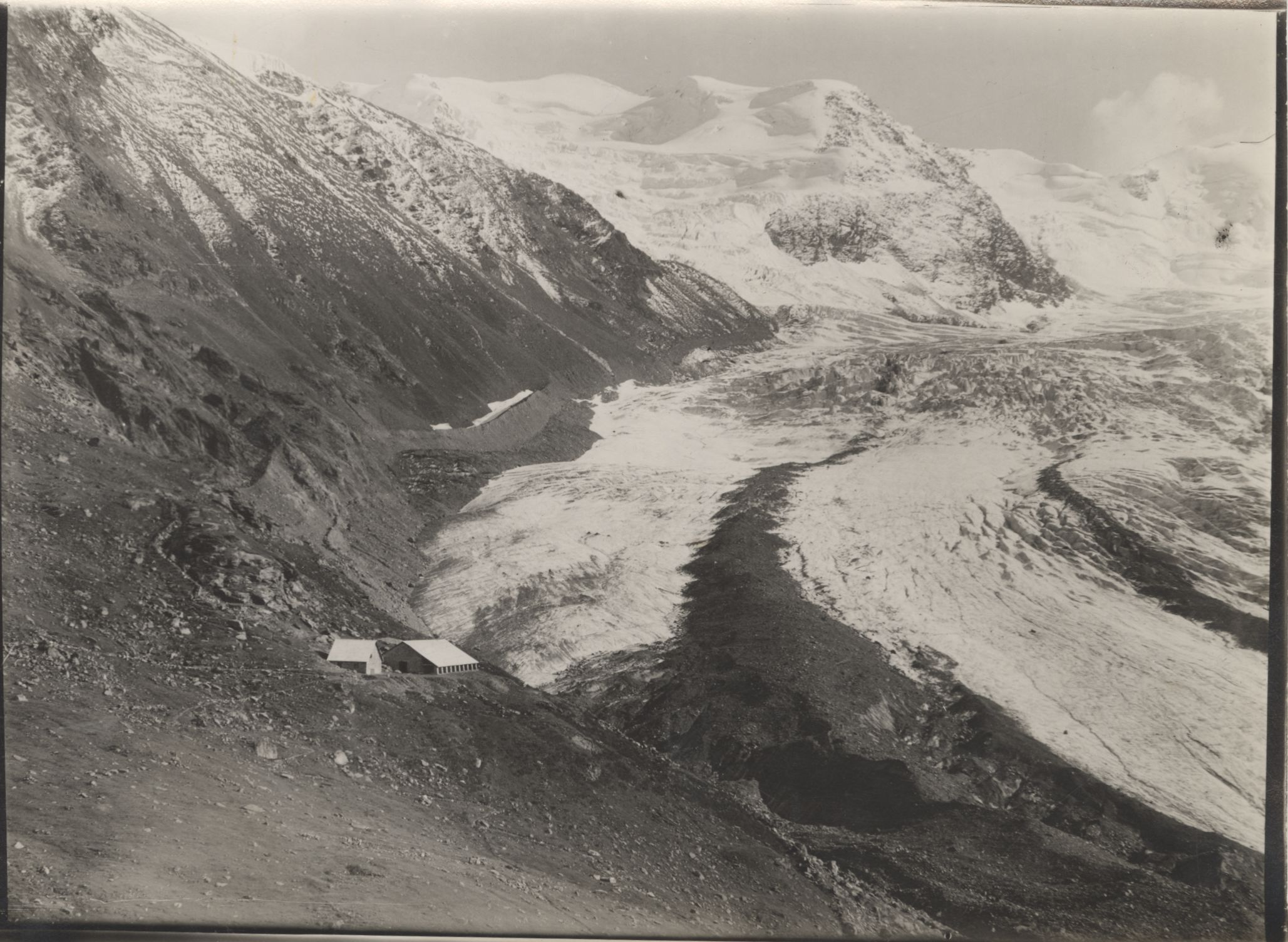
Ghiacciaio del Forno nel 1951

La capanna del Forno (2.574 m s.l.m.) è un rifugio alpino situato in comune di Bregaglia (Canton Grigioni) nelle Alpi Retiche occidentali.
Il rifugio è situato nella  valle del Forno (laterale della val Bregaglia) nei monti della Val Bregaglia. Si trova sopra il ghiacciaio del Forno e sotto il monte del Forno.

## Accesso
Si può salire al rifugio partendo dal passo del Maloja e percorrendo la lunga valle del Forno oppure partendo da Chiareggio di Chiesa in Valmalenco valicando il confine tra Svizzera e Italia in  corrispondenza del passo del Forno a 2775 m.

## Ascensioni
- Cima di Rosso - 3.369 m
- Monte Sissone - 3.330 m

## Traversate
- Rifugio Albigna - 2.331 m - per il passo da Casnil Dadent